# Список аятол
Тут наведено неповний список аятол, людей, що здобули почесний титул, який надають мусульманам-шиїтам за рішенням народу, найвищий титул шиїтського муджтахіду.  АЯТОЛА, -и, ч. Вищий духовний титул вченого-богослова, якийнадають мусульманам-шиїтам Ірану за рішенням народу, вищийтитул шиїтського муджтахіда. 2. Особа з таким титулом; аятола в області ісламу незаперечний авторитет серед шиїтських лідерів, а його поведінка оточена ореолом святості; фетви аятол обов'язковідля шиїтської общини і обговоренню не підлягають; титул аятолиносять декілька десятків людей – переважно в Ірані та Іраку.

## Афганістан

### Померлі
- Великий Аятола Мохаммад Шир Кандагарі
- Великий Аятола Алі Наджафі Ходжатолеслам
- Аятола Сайєд Абдул Азім Мохсені
- Аятола Сайєд Сарвар Ваез
- Аятола Сайєд Мохаммад Акбар Мохсені
- Аятола Сайєд Мохаммад Анвар Адел

### Живуть
- Великий Аятола Муртаза Курбан-Алі Кабули
- Великий Аятола Мохаммад Асеф Мохсені
- Аятола Мохсен Ходжат
- Аятола Касем Валі Аср

## Бахрейн

### Померлі
- Аятола Аббас Альмохрі
- Аятола Майтам Аль-Бахрані
- Аятола Саліх Аль-Карзакані
- Аятола Абдулла аль-Самахиіджі
- Аятола Шейх Ахмад
- Аятола Юсуф аль-Бахрані

### Живуть
- Аятола Сайєд Абдулла Альгурафі
- Аятола шейх Есса Касим
- Аятола шейх Мохаммад Санад
- Аятола Хусейн аль-Наджаті

## Індія

### Померлі
- Аятола Сайєд Сайєм Разі
- Аятола Алі Сайєд Дилдар
- Аятола шейх Алі Хазін Лахіджі
- Аятола Сайєд Хасан Риза Хусейні
- Аятола Сайєд Ака Хасан Накві
- Аятола Сайєд Мір Хусейн Хамід
- Аятола Алі Сайєд Джавад Хусейні
- Аятола Алі Сайєд Імдад
- Аятола Сайєд Гулам Хаснайн Мусаві
- Аятола Сайєд Мохаммад Саджад Хусейні
- Аятола Сайєд Музаффар Хусейн Хусейні
- Аятола Сайєд Хасан Наджмул
- Аятола Махді Пія
- Аятола Алі Сайєд Накі Накві
- Аятола Хусейн Хан Саадат
- Аятола муфтій Мухаммад Саїд Кулі-хана
- Аятола Сайєд Мохсін Наваб Різв
- Аятола Сайєд Мохаммед Дауд Хусейні
- Аятола Сайєд Юсуф Кашмірі

### Живуть
- Аятола Сайєд Акіл-уль-Гараві
- Аятола Сайєд Мохаммад Шах Мусаві

## Іран

### Померлі
- Великий Аятола Абу аль-Хасан аль-Есфахані
- Аятола Мухаммад Такі Бахджат Фумені
- Аятола Сейєд Хосейн Боруджерді
- Аятола Мохаммад-Реза Гольпайгані
- Аятола Абдулла Мусаві Ширазі
- Аятола Мохаммад-Казем Хорасані
- Аятола Мохаммад Фазель Ланкарані
- Аятола Муса Садр
- Аятола Мухаммад Казим Шаріатмадарі
- Аятола Мухаммед Хусейн Табатабаеї
- Аятола Джавад Тебрізі
- Аятола Абдул-Карім Хаері Язді
- Аятола Хомейні, Рухолла Мусаві
- Аятола Хусейн-Алі Монтазері
- Аятола Алламех Маджлесі
- Аятола Аболь-Касим Кашані
- Аятола Муртаза Мутаххарі
- Аятола Алламех Табатабаеї
- Аятола Мохаммад Бехешті
- Аятола Садег Хальхарі
- Аятола Мохаммад Тагі-Джафарі
- Аятола Мохаммад Ваез Абайї-Хорасані
- Аятола Аль-Хурр аль-Амілі
- Аятола Алі Аракі
- Аятола Рахім Арбаб
- Аятола Мохаммад Бакер Бакер
- Аятола Мехді Хаері Язді
- Аятола Хашем Амолі
- Аятола Рухолла Хатамі
- Аятола Алі Мешкині
- Аятола Мохаммад Мофаттех
- Аятола Мохаммед Казем Язді
- Аятола Садр аль-Дін ібн Салех
- Аятола Ісмаїл ас-Садр
- Аятола Алі Сафі Гольпайгані
- Аятола Абдул-Хусейн Дастгаіб
- Аятола Махмуд Талегані
- Аятола Мохаммад-Реза Тавассолі
- Аятола Реза Занджані
- Аятола Мохаммад Мофти-оль-шиа Мусаві
- Аятола Аббас Хосейні Кашані
- Аятола Мохаммад Хасан Ахмаді Факіх
- Аятола Абул Фазл Бурке Кумі
- Аятола Фоси ог Мортен
- Аятола Мохсен Кучебагі Тебрізі
- Аятола Мохаммад Садегі Техрані
- Аятола Сейєд Ахмад Хадж Хонсарі
- Аятола Аббас Алі Амід Занджані

### Живуть
- Великий Аятола Насер Макарем Ширазі
- Великий Аятола Сафі Лотфоллах Гольпайгани
- Великий Аятола Абдулла Джаваді-Амоли
- Великий Аятола Хосейн Вахід Хорасані
- Великий Аятола Хосейн Мазахері
- Великий Аятола Хоссейн Нурі Хамедани
- Великий Аятола Казем Хаери
- Великий Аятола Юсеф Саанеи
- Великий Аятола Мослем Малакути
- Великий Аятола Джавад Гараві Алиари
- Великий Аятола Абдул-Карім Мусаві Ардебілі
- Великий Аятола Алі Асгар Рахімі Азад
- Великий Аятола Мохаммад Алі Ширазі Дастгейб
- Великий Аятола Ядоллах Дусдузани
- Великий Аятола Мохаммад Алаві Горгани
- Великий Аятола Мухаммад-Ібрахім Джаннати
- Великий Аятола Халіл Мобашер Кашані
- Великий Аятола Муртаза Садуги Мазандарани
- Великий Аятола Мохаммад Реза Некунам
- Великий Аятола Мохаммад Алі Герами Кумі
- Великий Аятола Мохаммад Алі Исмаилпур Гомшеи
- Великий Аятола Садок Рохани
- Великий Аятола Мохаммад Шахруді
- Великий Аятола Садок Ширазі
- Великий Аятола Мохаммад Рахмати Сирджани
- Великий Аятола Джафар Собхані
- Великий Аятола Юсеф Мадані Тебрізі
- Великий Аятола Моджтаба Техрані
- Великий Аятола Асадулла Баят-Занджани
- Великий Аятола Мохаммад Эзодин Хоссейні Занджани
- Великий Аятола Муса Шубаири Занджани
- Великий Аятола Мохаммад Алі Мусаві Джазаери
- Великий Аятола Мохаммад Хаді Газанфарі Хансари
- Великий Аятола Мохаммад Бакер Ширазі
- Великий Аятола Таги Табатабаеі Кумі
- Великий Аятола Аббас Модареси Язді
- Великий Аятола Ясубедин Растегар Джуйбарі
- Великий Аятола Сейєд Алі Хаменеї
- Великий Аятола Махмуд Хашемі-Шахруді
- Аятола Ахмад Хатамі
- Аятола Джалал ад-Дін Тахер
- Аятола Боруджерді Мантеги
- Аятола Алі Акбар Хашемі Рафсанджані
- Аятола Горбанали Дорі-Наджафабади
- Аятола Мухаммад-Таги Месбах-Йезди
- Аятола Ахмад Джаннати
- Аятола Мохаммад Язді
- Аятола Хосейн Каземейни Боруджерді
- Аятола Мохаммад Мохаммаді Гілані
- Аятола Мухаммед Хусейн Аль-Ансарі
- Аятола Ібрагім Амини
- Аятола Мохсен Аракі
- Аятола Мохаммед Емамі-Кашані
- Аятола Аббас Кабі
- Аятола Мохсен Харазі
- Аятола Мохаммад-Реза Махдаві Кані
- Аятола Ібрагім Світ Хатамі
- Аятола Мохаммад-Реза Модарреси Язді
- Аятола Муртаза Могтадаи
- Аятола Мохаммад Мумін
- Аятола Мохаммад-Таги Халаджі
- Аятола Мохаммед Мусаві Хейниха
- Аятола Абдольнаби Намаз
- Аятола Реза Остади
- Аятола Голямреза Резвани
- Аятола Зохра Сефати
- Аятола Мохаммад-Алі Тасхири
- Аятола Аббас Ваез-Табаси
- Аятола Реда Хусейн Ширазі
- Аятола Сабах Хусейні Шобар
- Аятола Алі Мілані
- Аятола Фадель Саффар
- Аятола Ходжатех
- Аятола Алі ас-Садра
- Аятола Алі Мораведжи
- Аятола Сейєд Казем Нурмофиди
- Аятола Ахмад Азарі-Гомі
- Аятола Садок Эхзанбакш
- Аятола Мохаммед Реза Феиз
- Аятола Алихани
- Аятола Шахеди
- Аятола Хасан Абтахи

## Ірак

### Померлі
- Аятола Мірза Мухаммед Хасан Хусейні Ширазі
- Аятола Мухсін аль-Хакім
- Аятола Абу аль-Касим аль-Хоеї
- Аятола Мухаддик аль-Хілі
- Аятола Хайдар аль-Садр
- Аятола Мохаммед Бакір аль-Хакім
- Аятола Мухаммад Бакір ас-Садр
- Аятола Мохаммад Мохаммед Садек аль-Садр
- Аятола Садр аль-Дін аль-Садр
- Аятола Муртаза Ширазі
- Аятола Ака Бозорг Техрані
- Аятола Мохаммад Ібрагім Ансарі

### Живуть
- Великий Аятола Алі Сістані
- Великий Аятола Башир Хусейн Неджефі
- Великий Аятола Мухаммад Тагі Модарресі
- Великий Аятола Мохаммад Ісхак аль-Файяд
- Великий Аятола Мухаммед Сайєд аль-Хакім
- Великий Аятола Ахмад Хассані Багдаді
- Великий Аятола Алі Хассані Багдаді
- Великий Аятола Муртаза Хоссейні Фаяз
- Великий Аятола Алладін Гораіфі
- Великий Аятола Мохаммад Алі Хассані Табатабаеї
- Великий Аятола Мохаммад Тахір Хагані
- Великий Аятола Мехді Мохаммад Халесі
- Великий Аятола Фазель Малек
- Великий Аятола Мохаммад Амін Мамагані
- Великий Аятола Хусейн Ісмаїл аль-Садр
- Великий Аятола Мохаммад Алі Ширазі
- Великий Аятола Махмуд Хассані Сорхи
- Великий Аятола Касем Таї
- Великий Аятола Салех Таї
- Великий Аятола Шамсудін Ваезі
- Великий Аятола Мухаммад Якубі
- Аятола Хаді аль-Модарресі
- Аятола Муртаза Казвіні
- Аятола Ахмад аль-Хусейні Багдаді
- Аятола Мухаммед Хусейн аль-Ансарі
- Аятола Мухаммед Бахр аль-Уллум

## Канада

### Живуть
- Великий Аятола Реза Хосейні Нассаб

## Ліван

### Померлі
- Великий Аятола Ісмаїл ас-Садр
- Великий Аятола Мухаммад Хусейн Фадлалла

### Живуть
- Аятола Афіф Набулсі
- Аятола Джафар Муртаза Амулі

## Пакистан

### Померлі
- Аятола Мухаммед Яр Шах
- Великий Аятола Хусейн Аллам Бахш Ярра
- Аятола Муфті Джафар Хусейн

### Живуть
- Великий Аятола Мухаммад Хусейн Наджафі
- Аятола Хафіз Ріаз Хусейн Наджафі
- Аятола Хасан Реза Гадері
- Аятола Сейєд Алі Накі Накві Кумі
- Аятола Хусейн Сахават Сандралві (наразі проживає в США)

## Саудівська Аравія

### Померлі
- Аятола шейх Мухаммед Алі аль-Амрі
- Аятола Сайєд Абдулла аль-Салех
- Великий Аятола Васім Ахмед Етеразі

## Велика Британія

### Живуть
- Аятола Хасан Реза Гадері
- Аятола Сайєд Фаділ аль-Хуссейні аль-Мілані